# Fernando Manzaneque Sánchez
Fernando Manzaneque Sánchez (Campo de Criptana, 4 de febrer de 1934 - Alcázar de San Juan, 5 de juny de 2004) va ser un ciclista espanyol que fou professional entre 1958 i 1968.
Va destacar en les curses per etapes, on podia desplegar les seves habilitats en les llargues fugues en etapes de muntanya. Es caracteritzava per una gran regularitat, finalitzant 11 vegades la Volta a Espanya, 6 d'elles entre els 10 primers; i els 8 Tour de França que va córrer.
Durant la seva carrera professional aconseguí 40 triomfs, destacant 3 etapes al Tour de França, dues a la Volta a Espanya, un Midi Libre i dues Volta a Llevant.
El seu germà Jesús també fou ciclista professional.

## Palmarès
- 1954
  - Vencedor d'una etapa a la Volta a Llevant
- 1955
  - Vencedor d'una etapa de la Volta a Andalusia
- 1957
  - 1r a Aranjuez
  - 1r al Gran Premi de Totana
  - Vencedor de 2 etapes a la Volta al Marroc
  - Vencedor d'una etapa de la Volta a Astúries
  - Vencedor d'una etapa del Gran Premi de Torrelavega
  - Vencedor d'una etapa de la Volta del Sud-est d'Espanya
- 1958
  - Vencedor d'una etapa de la Volta a Catalunya
  - Vencedor d'una etapa de la Volta del Sud-est d'Espanya
- 1959
  - Campió d'Espanya de Regions
  - Vencedor d'una etapa de la Volta a Andalusia
  - Vencedor d'una etapa de la Volta a Espanya
- 1960
  - Vencedor d'una etapa al Tour de França
  - Vencedor de 2 etapes de la Volta a Andalusia
  - 1r de la Volta a Llevant, vencedor d'una etapa i primer del Gran Premi de la Regularitat
- 1961
  - Vencedor d'una etapa de la Bicicleta Eibarresa
  - Vencedor d'una etapa al Critèrium del Dauphiné Libéré i del Gran Premi de la Muntanya
- 1962
  - 1r de la Volta a Llevant
  - 1r del Circuit Entrego
  - 1r del Trofeu Sánchez-Huergo a Gijón
- 1963
  - 1r al Gran Premi del Midi Libre i vencedor d'una etapa
  - 1r al Trofeu Jaumendreu (etapa de la Setmana Catalana)
  - 1r del Gran Premi Fiestas del Puente
  - Vencedor d'una etapa al Tour de França
  - Vencedor d'una etapa de la Volta a Catalunya i del Gran Premi de la Muntanya
  - Vencedor d'una etapa de la Volta a Andalusia
- 1964
  - 1r a Lubersac
  - 1r al Circuit de Getxo
- 1965
  - Campió d'Espanya de Regions
  - Vencedor d'una etapa de la Volta a Espanya
  - Vencedor del Gran Premi de la Muntanya a la Volta a Andalusia
- 1967
  - Vencedor d'una etapa al Tour de França

### Resultats al Tour de França
- 1958. 20è de la classificació general
- 1959. 14è de la classificació general
- 1960. 11è de la classificació general. Vencedor d'una etapa
- 1961. 6è de la classificació general
- 1963. 12è de la classificació general. Vencedor d'una etapa
- 1964. 12è de la classificació general
- 1965. 28è de la classificació general
- 1967. 10è de la classificació general. Vencedor d'una etapa

### Resultats a la Volta a Espanya
- 1955. 57è de la classificació general
- 1957. Abandona
- 1958. 3r de la classificació general
- 1959. 25è de la classificació general. Vencedor d'una etapa
- 1960. 6è de la classificació general
- 1961. 7è de la classificació general
- 1962. 8è de la classificació general
- 1963. 13è de la classificació general
- 1964. 6è de la classificació general
- 1965. 4t de la classificació general. Vencedor d'una etapa
- 1967. 18è de la classificació general
- 1968. 21è de la classificació general